# East Gull Lake, Minnesota
East Gull Lake là một thành phố thuộc quận Cass, tiểu bang Minnesota, Hoa Kỳ. Năm 2010, dân số của thành phố này là 1004 người.

## Dân số
- Dân số năm 2000: 978 người.
- Dân số năm 2010: 1004 người.